# René Toussaint
René Toussaint, né le 5 mars 1920 à Ochamps (Belgique) et décédé le 21 mars 1993 à Namur (Belgique) est un prêtre oblat belge, missionnaire au Congo et évêque d’Idiofa de 1958 è 1970.

## Biographie
Né le 5 mars 1920 à Ochamps en Belgique, René Toussaint entre chez les pères Oblats de Marie-Immaculée, une congrégation cléricale missionnaire, et y est ordonné prêtre le 8 juillet 1945.  L’année suivante, en 1946, il arrive au Congo belge. Il est surtout engagé dans des tâches d’enseignement durant les 12 premières années de vie missionnaire. Il est inspecteur des écoles.
Le 16 janvier 1958 Toussaint est nommé vicaire apostolique d’Ipamu, au Kwilu et évêque titulaire de Calama (de). Il y succède à Mgr Alphonse Bossart. Peu avant sa mort, le directeur Mutambula Dieudonné, ancien directeur des écoles conventionnées catholique à Idiofa, dans son intervention sur l'historique du diocèse d'Idiofa, a tenu à préciser <<que Mgr René Toussaint a suivi les pas de Mgr Alphonse Bossart, mais dit-il, Mgr René Toussaint était quelqu'un qui était attiré pour le développement du diocèse d'Idiofa, et qu'effectivement sous son règne beaucoup des choses ont changé, les gens étaient éveillés et par-ci, par-là, dans les villages les gens avaient la volonté de faire quelque chose pour le développement du diocèse, pour le développement de leur milieu>>.  Sa consécration épiscopale a lieu le 11 mai de la même année. Un an plus tard le vicariat apostolique devient diocèse et peu après est transféré à Idiofa, localité qui occupe une position plus centrale dans le Kwilu. À partir du 20 juin 1960 René Toussaint est évêque d’Idiofa, exactement 10 jours avant l’indépendance du Congo belge. 
La période qui suit l’indépendance du pays est difficile pour toutes les missions, mais particulièrement à Idiofa. Avec l’inexpérience des nouveaux leaders politiques du pays, la baisse du niveau de vie, la colère se tourne contre les Européens, y compris les missionnaires. L’insoumission est généralisée. La rébellion armée muleliste fait de nombreuses victimes. L’insurrection est grave dans la région d’Idiofa. 26 des 30 postes missionnaires sont endommagés et évacués. A Kilembe trois pères oblats sont assassinés dans la nuit du 22 au 23 janvier 1964. Ce sont les pères Gérard Defever, Nicolas Hardy et Pierre Laebens.
Mgr Toussaint doit faire face à une situation totalement changée. Des missionnaires découragés ne reviennent pas de Belgique. Son personnel oblat diminue. La politique missionnaire doit s’adapter. Le concile Vatican II appelle également à de nouvelles orientations. L’évêque fait face au défi. Les missions sont de plus en plus décentralisées et confiées aux prêtres diocésains, en augmentation. L’heure est la reconstruction : un seul nouveau poste est fondé durant cette période : celui de Lozo, en 1966. 
La formation et l’engagement des laïcs prennent de l’importance. Mgr Toussaint lance le mouvement ‘Développement, Progrès populaire’ en 1965, pour la formation d’un leadership chrétien. Un centre pastoral et de retraite est ouvert en 1967.
En mai 1968, Mgr Toussaint donne sa démission. Il n’a que 48 ans et n’a pas de problème de santé, mais il estime que le diocèse a retrouvé une certaine stabilité et qu’il est temps de passer la main à un évêque congolais « de manière à donner à l’Église un visage authentiquement africain». Le 13 septembre 1970, l’abbé Eugène Biletsi lui succède.
L’évêque démissionnaire prend résidence dans la maison des Oblats à Kinshasa où, de 1972 à 1991, il rend de multiples services comme ‘procureur’ des missions de l’intérieur du pays, veillant à leur ravitaillement. Mgr René Toussaint meurt à Namur (Belgique), le 21 mars 1993.